# Jesse Stone (Politiker)
Jesse Stone (* 23. August 1836 in Lincoln, England; † 11. Mai 1902 in Watertown, Wisconsin) war ein US-amerikanischer Politiker. Zwischen 1899 und 1902 war er Vizegouverneur des Bundesstaates Wisconsin.

## Werdegang
Im Jahr 1841 kam Jesse Stone mit seinen Eltern aus seiner englischen Heimat nach Waterford im Staat New York, wo er die öffentlichen Schulen besuchte. Später zog er nach Watertown in Wisconsin. Dort arbeitete er für die Firma Woodard & Stone Bakery. Er muss es dabei anscheinend zu einem gewissen Reichtum gebracht haben, denn er erwarb Anteile verschiedener anderer Firmen.
Politisch schloss sich Stone der Republikanischen Partei an. In den Jahren 1888 und 1892 nahm er als Delegierter an den Republican National Conventions teil, auf denen jeweils Benjamin Harrison als Präsidentschaftskandidat nominiert wurde. In den Jahren 1880 und 1882 wurde er in die Wisconsin State Assembly gewählt. 1898 wurde er an der Seite von Edward Scofield neuer Vizegouverneur des Staates Wisconsin. Dieses Amt bekleidete er nach einer Wiederwahl zwischen 1899 und seinem Tod am 11. Mai 1902. Dabei war er Stellvertreter des Gouverneurs und Vorsitzender des Staatssenats. Seit 1901 diente er unter dem neuen Gouverneur Robert M. La Follette.